# Janina Fleming
Janina Fleming (ur. 21 marca 1925 w Moszczenicy, zm. 22 kwietnia 2000) – polska nauczycielka, poseł na Sejm PRL VI kadencji.

## Życiorys
Ukończyła liceum pedagogiczne, a także dwuletni Państwowy Wyższy Kurs Nauczycielski. Była nauczycielką, organizowała też szkolnictwo podstawowe na wsi. W 1953 została zatrudniona w Szkole Ogólnokształcącej Towarzystwa Przyjaciół Dzieci nr 1 w Szczecinie przy ulicy Małopolskiej 22 (późniejsze V LO w Szczecinie). W 1961 została zastępcą, a rok później kierowniczką (nieistniejącej obecnie) Szkoły Podstawowej nr 64 przy ulicy Świerczewskiego 9 w Szczecinie (obecnie ulica Rayskiego). Działała w Związku Nauczycielstwa Polskiego, była także ławnikiem Sądu Wojewódzkiego w Szczecinie.  
W 1972 jako osoba bezpartyjna uzyskała mandat posła na Sejm PRL w okręgu nr 67 (Szczecin), należała do Komisji Oświaty i Wychowania.
Pochowana została 27 kwietnia 2000 na cmentarzu Centralnym w Szczecinie w kwaterze 11B/21/18.

## Odznaczenia
- Srebrny Krzyż Zasługi[1]
- Odznaka 1000-lecia Państwa Polskiego[3]
- Odznaka Honorowa Gryfa Pomorskiego[3]